# 文治派
文治派（ぶんちは）とは、豊臣政権内部における派閥の1つ。吏僚派（りりょうは）とも呼ばれる。

## 概要
豊臣秀吉配下の武将のうち、豊臣政権で政務を担った諸将を指す。文治派の武将としては石田三成、大谷吉継、小西行長らが挙げられる。
文治派に対し、軍務を担った武将を総称して武断派と呼ぶ。
また、地方統治のあり方を巡って（中央）集権派と（地方）分権派と呼ぶべき派閥があったとする見解もあるが、文治派と集権派は石田三成など共通する人々を指すことが多い。
ただし、文治派（吏僚派）・武断派、あるいは集権派・分権派という区別は江戸時代に成立した軍記物等の二次史料、その後の創作や研究の影響によって成立した概念であり、豊臣政権当時の一次史料からその存在を確認できるものではないことに留意する必要がある。

## 武断派との対立
豊臣秀吉が統一政権を形成し国内での大規模な戦争が絶えると、のちに文治派と呼ばれる政務を担う諸将の権限は次第に拡大していった。その状況下でなされた朝鮮出兵では、前線での戦闘指揮に携わる諸将が、監察を担う石田三成ら文治派の報告を受けた秀吉の勘気を蒙る事例が多発した。これにより前線の諸将が三成らに対して怨恨を抱くようになった。更には、前線諸将の内部でも、前線諸将の主流意見と対立する小西行長のような大名への反感も生じた。彼ら、前線諸将の主流派がのちに武断派と呼ばれる。これらの感情は秀吉の在世中には表面化しなかったが、秀吉死後に前線諸将が帰国すると直ちに顕在化した。武断派は徳川家康を擁立して文治派に対抗しようとした。対する文治派は秀吉死後の家康の独断専行に対して危機感を持ち、これを抑制しようとした。こうした二派の対立が、関ヶ原の戦いに至る。
しかし、その多くが家康方に組した武断派に対し、文治派の中にも家康方と通じた武将が少なからずいた。文治派の代表格と見なされ、関ヶ原の戦いでも西軍として戦った大谷吉継は、三成との友情から西軍に属したが、当初は家康に接近していた。また五奉行のうち増田長盛と前田玄以は、三成方に組しながら家康に内通していた。